# Музей історії Камбарського району
Музей історії Камбарського району (рос. Музей истории Камбарского района) — історичний музей в удмуртському районному центрі місті Камбарці .
Заклад розташований в історичній будівлі за адресою:
вул. Леніна, буд. 54, м. Камбарка—427870 (Республіка Удмуртія, Росія).

## Історія та фонди музею
Музей історії Камбарського району створений у 1964 році. 
У закладі зберігаються матеріали, предмети і документи з історії міста Камбарки та району.
Документи й предмети дорадянського періоду свідчать про розвиток промислів у краї — ковальства, бондарства, шевської справи. Представлені, зокрема, папіри щодо нагородження місцевих майстрів на Всеросійській кустарно-промисловій виставці у Санкт-Петербурзі (1912), рекламні оголошення торгових фірм. Є також купчі на землю власників магазинів і Камбарського заводу, документи, що стосуються ливарно-залізноробних підприємств району. Фотодокументи цього періоду представлені світлинами міста і району, фотопортретами його мешканців, управляючих, підприємців.
Про революційний і робітничий рух на початку XX століття, зокрема під час і після Жовтневого перевороту (1917) і у перші роки радянської влади розповідають задокументовані спогади і свідчення учасників та очевидців цих подій, зокрема У.І. Манохіна та Я. Плюхіна; збереглись списки бійців 1918—1920-х років. Економічний розвиток краю вказаного періоду і пізніше розкриває підбірка матеріалів та предметів (в тому числі і зразки продукції) про ливарно-механічний завод, завод «Металлист», фабрику «Корд», порт Камбарки, артель «Горн». Фотографії перших десятиліть радянської влади і воєнного часу — світлини маніфестації (1917), зустрічі «Красного обоза» (1930), зустрічі ветеранів 357-ї стрілецької дивізії, що формувалась у роки II Світової війни на території Камбарського району. 
Питання народної освіти краю знайшли своє відображення у документах двокласного училища, земської жіночої школи і школи ремісничих учнів, в тому числі атестати та інші шкільні документи, свідчення про роботу педагогів та учнів, спогади вчителів, краєзнавця А.Я. Новікова. 
У колекції музею також — рідкісні книги богослужебного і житійного змісту (середина XVI—XIX ст.ст.), зокрема «Октоїх» (1594), «Часослов учебный», «Ирмосы» тощо. 
З новітнього часу музей збирає документи про вибори Президента Російської Федерації, до Держдуми і місцеві органи влади, про інші події, що мають важливе значення для життя країни в цілому, і зокрема для містечка та району. 
У зібраннях закладу — особисті фонди військових, революційних, партійних, культурних і педагогічних діячів Камбарського краю.

## Джерело-посилання
- Музей історії Камбарського району [Архівовано 10 лютого 2009 у Wayback Machine.] на Портал «Архіви Росії» (Федеральне архівне агентство) [Архівовано 5 березня 2010 у Wayback Machine.] (рос.)